# 茶園大石墓
茶園大石墓位於四川省涼山州德昌縣，文物遺址年代判定為戰國至漢。2012年7月16日公佈為第八批四川省文物保護單位。

## 簡介[2]
茶園大石墓位於四川省涼山彝族自治州德昌縣王所鄉茶園村三組。墓葬座南向北，墓朝向20°。由巨石鑲砌的長方形石室墓，石質為花崗石，現有蓋頂石七塊，墓長11公尺，寬3公尺，蓋頂石露出封土1公尺。墓葬保存基本完好。大石基是戰國至西漢時期邛人的文化遺存，對於研究西南地區的考古學文化與西南古代民族都具有十分重要的價值。1992年，茶園大石墓被德昌縣人民政府公佈為縣級文物保護單位。